# Głubczyce Las
Głubczyce Las – przystanek kolejowy w Głubczycach-Lesie Marysienka, w gminie Głubczyce, w powiecie głubczyckim, w województwie opolskim, w Polsce.